# 茫汗苏木
茫汗苏木，是中华人民共和国内蒙古自治区通辽市库伦旗下辖的一个苏木，属乡镇级行政单位。“茫汗”意思是沙丘，因这个苏木地处沙漠地带而得名。

## 行政区划
茫汗苏木下辖以下地区：
白音好来嘎查、毛敦塔拉嘎查、常海嘎查、奈林塔拉嘎查、海斯嘎查、哈图嘎查、阿拉达尔图嘎查、额布斯台嘎查、白力嘎嘎查、苏布日根塔拉嘎查、塔本毛都嘎查、义拉拉图嘎查、宝音太来嘎查、宝仁图嘎查、苏日图嘎查和朝老门村。